# كولن كامبل ماكنزي
كولن كامبل ماكنزي هو سياسي كندي، ولد في 25 مارس 1836، وتوفي في 15 أغسطس 1899.